# Rolf Volland
Rolf Volland (* 24. August 1967) ist ein deutscher Autorennfahrer im Motorsport Rallycross.

## Leben
Rolf Volland war von 1984 bis 1987 im Kartsport und von 1989 bis 1994 im Autocross aktiv. Als Autocrosser konnte er drei Europameistertitel erringen. Seit 1995 fährt er Rallycross-Rennen und ist inzwischen 13-facher Deutscher Meister dieser Disziplin.
Hauptberuflich betreibt Rolf Volland einen Rennsporthandel in Hilpoltstein.

## Erfolge
- Autocross
  - 1989 3. Platz in der Europameisterschaft
  - 1990 Europameister
  - 1991 Vize-Europameister und Goldenes ADAC-Sportabzeichen mit Brillanten
  - 1992 Vize-Europameister
  - 1993 Europameister
  - 1994 Europameister

- Rallycross
  - 1995 3. Platz Internationale Deutsche Rallycross-Meisterschaft sowie 1. Platz DRV-Superpokal
  - 1996 Internationaler Deutscher Rallycross-Meister sowie 1. Platz DRV-Superpokal
  - 1997 1. Platz DRV-Superpokal
  - 1998 2. Platz Internationale Deutsche Rallycross-Meisterschaft sowie 1. Platz DRV-Superpokal
  - 1999 Internationaler Deutscher Rallycross-Meister sowie 1. Platz DRV-Superpokal
  - 2000 Internationaler Deutscher Rallycross-Meister sowie 1. Platz DRV-Superpokal
  - 2001 Internationaler Deutscher Rallycross-Meister sowie 1. Platz DRV-Superpokal
  - 2002 Internationaler Deutscher Rallycross-Tourenwagen-Meister
  - 2003 Internationaler Deutscher Rallycross-Tourenwagen-Meister
  - 2004 Internationaler Deutscher Rallycross-Produktionswagen-Meister sowie 1. Platz DRV-Superpokal
  - 2005 Internationaler Deutscher Rallycross-Tourenwagen-Meister sowie 1. Platz DRV-Superpokal
  - 2006 Internationaler Deutscher Rallycross-Tourenwagen-Meister sowie 1. Platz Deutscher Rallycross-Pokal